# Copertino
Copertino är en ort och kommun i provinsen Lecce i regionen Apulien i Italien. Kommunen hade 24 094 invånare (2017).